# Liste der Monuments historiques in Gottenhouse
Die Liste der Monuments historiques in Gottenhouse führt die Monuments historiques in der französischen Gemeinde Gottenhouse auf.

## Liste der Objekte
| Bezeichnung   | Beschreibung             | Standort | Kennzeichnung | Schutzstatus | Datum | Bild |
| ------------- | ------------------------ | --- | ------------- | ------------ | ----- | ---- |
| Orgel         | in der Kirche St-Lambert | entweder 1735 von Joseph Waltrin oder 1747 von Georg Friedrich Merckel gebaut, 1867 von Stiehr-Mockers nach Gottenhouse transloziert (Lage) | PM67001016    | Classé       | 1977  |      |
| Orgelprospekt | in der Kirche St-Lambert | entweder 1735 von Joseph Waltrin oder 1747 von Georg Friedrich Merckel gebaut, 1867 von Stiehr-Mockers nach Gottenhouse transloziert (Lage) | PM67000595    | Classé       | 1977  |      |